# Піджен-Фордж (Теннессі)
Піджен-Фордж (англ. Pigeon Forge) — місто (англ. city) в США, в окрузі Сев'єр штату Теннессі. Населення — 6343 особи (2020).

## Географія
Піджен-Фордж розташований за координатами 35°47′52″ пн. ш. 83°33′43″ зх. д. / 35.79778° пн. ш. 83.56194° зх. д. (35.797812, -83.561992).  За даними Бюро перепису населення США в 2010 році місто мало площу 34,21 км², уся площа — суходіл.

### Клімат
| Клімат : Піджен-Фордж   | Клімат : Піджен-Фордж | Клімат : Піджен-Фордж | Клімат : Піджен-Фордж | Клімат : Піджен-Фордж | Клімат : Піджен-Фордж | Клімат : Піджен-Фордж | Клімат : Піджен-Фордж | Клімат : Піджен-Фордж | Клімат : Піджен-Фордж | Клімат : Піджен-Фордж | Клімат : Піджен-Фордж | Клімат : Піджен-Фордж | Клімат : Піджен-Фордж |
| Показник                | Січ.                  | Лют.                  | Бер.                  | Квіт.                 | Трав.                 | Черв.                 | Лип.                  | Серп.                 | Вер.                  | Жовт.                 | Лист.                 | Груд.                 | Рік                   |
| Абсолютний максимум, °C | 27,2                  | 29,4                  | 30,0                  | 33,3                  | 36,7                  | 41,1                  | 40,6                  | 37,8                  | 38,3                  | 34,4                  | 29,4                  | 26,7                  | 41,1                  |
| Середній максимум, °C   | 8,9                   | 11,7                  | 16,1                  | 21,1                  | 25,0                  | 28,3                  | 30,0                  | 29,4                  | 26,7                  | 21,7                  | 16,1                  | 10,6                  | 20,5                  |
| Середній мінімум, °C    | −3,9                  | −2,2                  | 0,6                   | 5,0                   | 10,0                  | 14,4                  | 17,2                  | 16,1                  | 12,8                  | 6,1                   | 1,1                   | −2,2                  | 6,3                   |
| Абсолютний мінімум, °C  | −27,8                 | −25                   | −21,1                 | −7,2                  | −3,3                  | 0,6                   | 6,1                   | 4,4                   | −2,8                  | −9,4                  | −16,7                 | −24,4                 | −27,8                 |
| Норма опадів, мм        | 116                   | 118                   | 120                   | 107                   | 149                   | 140                   | 148                   | 116                   | 110                   | 68                    | 105                   | 110                   | 1407                  |
| ----------------------- | --------------------- | --------------------- | --------------------- | --------------------- | --------------------- | --------------------- | --------------------- | --------------------- | --------------------- | --------------------- | --------------------- | --------------------- | --------------------- |
| Джерело:                |                       |                       |                       |                       |                       |                       |                       |                       |                       |                       |                       |                       |                       |

## Демографія
Згідно з переписом 2010 року, у місті мешкало 5875 осіб у 2238 домогосподарствах у складі 1482 родин. Густота населення становила 172 особи/км².  Було 5187 помешкань (152/км²).
Расовий склад населення:
| - 80,6 % — білих - 2,1 % — азіатів - 1,1 % — чорних або афроамериканців - 0,7 % — корінних американців - 0,1 % — вихідців з тихоокеанських островів - 13,5 % — осіб інших рас |

До двох чи більше рас належало 1,9 %. Частка іспаномовних становила 18,2 % від усіх жителів.
За віковим діапазоном населення розподілялося таким чином: 21,2 % — особи молодші 18 років, 63,3 % — особи у віці 18—64 років, 15,5 % — особи у віці 65 років та старші. Медіана віку мешканця становила 37,8 року. На 100 осіб жіночої статі у місті припадало 102,7 чоловіків;  на 100 жінок у віці від 18 років та старших — 101,0 чоловіків також старших 18 років.
Середній дохід на одне домашнє господарство  становив 45 749 доларів США (медіана — 32 125), а середній дохід на одну сім'ю — 58 268 доларів (медіана — 41 101). За межею бідності перебувало 15,9 % осіб, у тому числі 14,9 % дітей у віці до 18 років та 3,7 % осіб у віці 65 років та старших.
Цивільне працевлаштоване населення становило 3096 осіб. Основні галузі зайнятості: мистецтво, розваги та відпочинок — 43,2 %, роздрібна торгівля — 15,6 %, освіта, охорона здоров'я та соціальна допомога — 7,8 %, будівництво — 5,8 %.